# Matěj Stropnický

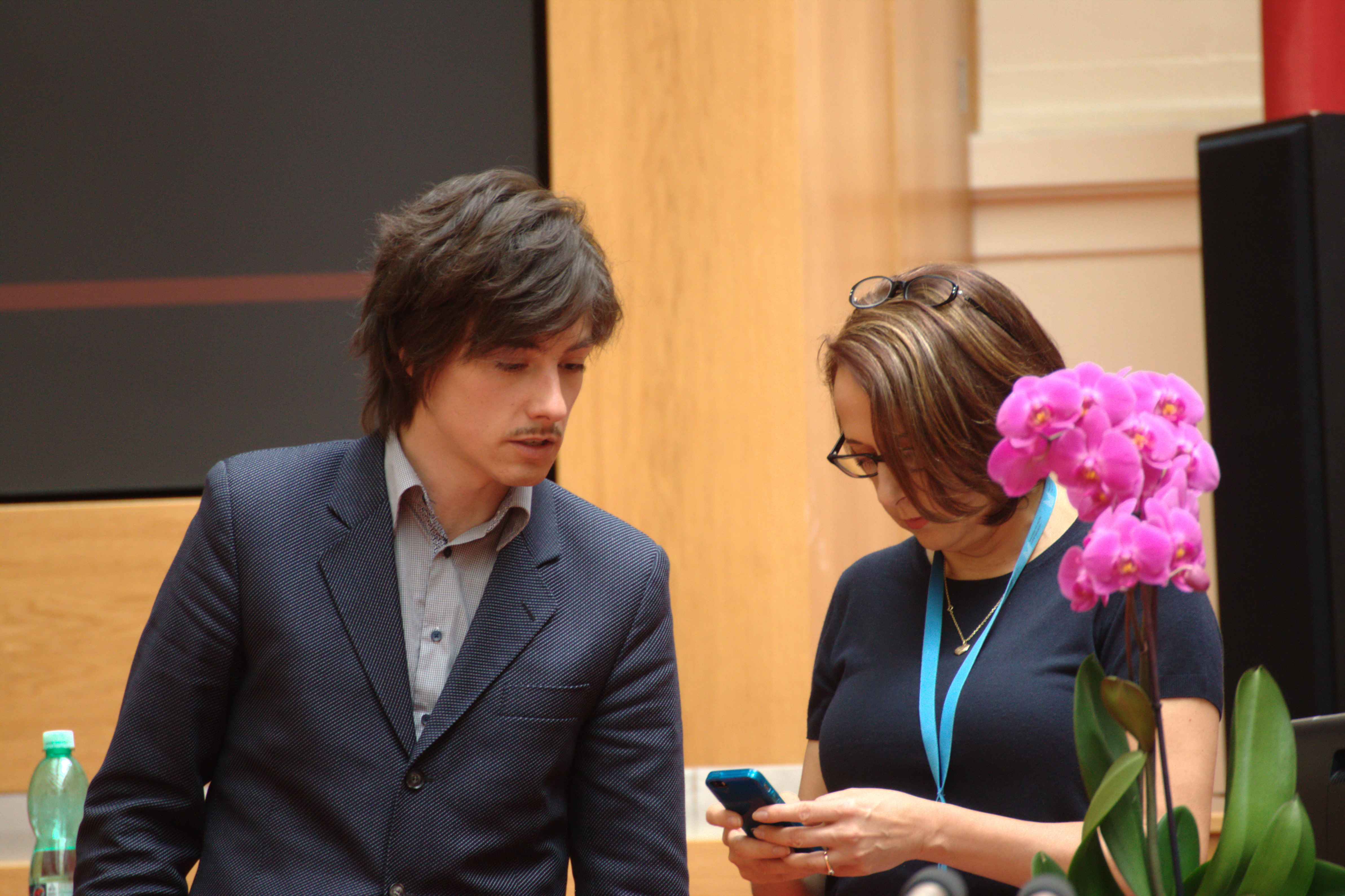
Zleva: Matěj Stropnický s pražskou primátorkou Adrianou Krnáčovou v roce 2015

Matěj Stropnický (* 18. září 1983 Praha) je český politik, novinář a herec. V letech 2006 až 2018 byl zastupitelem městské části Praha 3 zvoleným za lokální uskupení Žižkov (nejen) sobě, od června 2012 do listopadu 2014 byl místostarostou pro kulturu a bytovou politiku. V letech 2014 až 2018 působil jako zastupitel a mezi roky 2014 a 2015 také jako náměstek primátorky hlavního města Prahy pro územní rozvoj a územní plán, od roku 2016 předsedal výboru dopravy zastupitelstva hl. m. Prahy. V letech 2012 až 2014 byl 3. místopředsedou Strany zelených, od ledna 2016 do října 2017 pak jejím předsedou. Počátkem června 2020 stranu opustil.

## Životopis
Je synem herce, diplomata a politika Martina Stropnického a scenáristky Lucie Stropnické. V devadesátých letech žil s rodiči v Lisabonu a Římě, kde studoval na místních školách. Maturoval na Francouzském lyceu v Praze, na Fakultě sociálních věd Univerzity Karlovy absolvoval žurnalistiku a mezinárodní teritoriální studia, na téže fakultě také studoval magisterský obor mediální studia.
V říjnu 2017, krátce před parlamentními volbami, Stropnický po předchozích spekulacích bulvárních médií veřejně potvrdil svou homosexuální orientaci a tehdy asi dvouměsíční vztah s hercem Danielem Krejčíkem. V srpnu 2018 si společně za 12 milionů korun koupili zchátralý zámek ze 17. století v Osečanech na Příbramsku. Opuštěnou historickou budovu postupně zachraňovali. Rozešli se na konci roku 2023, údajně (podle bulvárních médií) kvůli nevěře Matěje Stropnického se ženou, Krejčík se ze zámku odstěhoval. Později v rozovorech oba přiznali, že důvodem jejich rozchodu byly rozdílné názory, především na válku na Ukrajině.

### Politické angažmá
V letech 2003 - 2020 byl členem Strany zelených, kde patřil k levicovému křídlu (zatímco jeho otec se posléze stal vysoce postaveným členem konkurenčního hnutí ANO a za něj ministrem obrany ve vládě Bohuslava Sobotky).
Po prvních několika letech v komunální politice coby opoziční kritik způsobu vedení Prahy 3 a ve vnitrostranické politice SZ jako proponent evropsky-levicového pojetí zelené politiky neúspěšně kandidoval za Stranu zelených ve volbách do Poslanecké sněmovny PČR v roce 2006. Tehdy i v následujících letech vystupoval jako veřejný kritik tehdejšího vedení strany. V roce 2007 se vyslovil pro odstoupení bývalého místopředsedy vlády Jiřího Čunka, proti umístění americké vojenské základny systému protiraketové obrany v Česku, pro stažení českých jednotek z Iráku či pro odsouzení představitelů zahraniční politiky USA v 70. letech.
V listopadu 2012 byl na sjezdu Strany zelených v České Třebové zvolen 3. místopředsedou strany, když získal 84 hlasů. Ve funkci působil do následujícího sjezdu v Praze v lednu 2014, kdy jej v této pozici nahradil Tomáš Průša. Stropnický ale dále zůstal členem předsednictva Strany zelených.
V komunálních volbách v roce 2014 byl 39 484 hlasy zvolen do Zastupitelstva hlavního města Prahy na kandidátce uskupení Trojkoalice (koalice SZ, KDU-ČSL, STAN). Zastupitelem se stal díky preferenčním hlasům, jelikož na kandidátce byl původně na 11. místě a skončil na 4. místě (Trojkoalice přitom získala 8 mandátů). Dne 26. listopadu 2014 byl zvolen náměstkem primátorky hlavního města Prahy. Počátkem roku 2015 žádaly ANO 2011 a ČSSD Stropnického odchod z funkce náměstka primátorky, tato výzva však nebyla vyslyšena. Opětovně spory eskalovaly na konci léta 2015 kvůli pražským stavebním předpisům. Nakonec byl spolu s dalšími třemi radními (2 za ČSSD a 1 za ANO) odvolán na zasedání zastupitelstva, které se protáhlo až do noci z 22. na 23. října 2015.
Mezitím v roce 2014 obhájil post zastupitele městské části Praha 3, když jako člen SZ vedl kandidátku volebního subjektu „Žižkov (nejen) sobě – koalice Strany zelených, KDU-ČSL, STAN a nezávislých kandidátů“. Toto uskupení volby na Praze 3 drtivě vyhrálo se ziskem 27, 29 % hlasů. I přes vítězství skončilo Stropnického uskupení Žižkov (nejen) sobě v opozici.
Dne 23. ledna 2016 byl na sjezdu Strany zelených v Praze zvolen předsedou strany. Získal 117 hlasů od 222 delegátů (53 %), když porazil Petra Štěpánka i Jana Šlechtu.
Ve volbách do Poslanecké sněmovny PČR v roce 2017 se stal lídrem Zelených v Praze. V průběhu sčítání volebních výsledků s předběžnými očekáváními pod 1,5 % pro Stranu zelených oznámil rezignaci na funkci předsedy strany.
Ve druhé polovině dubna 2018 oznámil, že nebude v komunálních volbách na podzim 2018 kandidovat do Zastupitelstva hlavního města Prahy, ani do Zastupitelstva městské části Praha 3. Od politiky si chce dle svých slov „dát přestávku“ a věnovat se dalšímu studiu a své práci žurnalisty.
V srpnu 2018 podpořil částkou dva tisíce korun uskupení „Změna je možná!“, které kandiduje do zastupitelstva města Mohelnice na Šumpersku. Za uskupení přitom kandidují i dva členové hnutí SPD, navíc do městského zastupitelstva kandidují členové Zelených společně s TOP 09 pod názvem „Společně pro město“. Ve Straně zelených tento krok vyvolal negativní reakce.
Dne 27. května 2020 oznámil na schůzi zastupitelstva Prahy 3, že u Zelených končí, a počátkem června stranu opustil. V eseji Chtít to hlavní, kde svůj odchod oznámil, popisuje, že nešlo o názorový odklon, ale odklon od přístupu, jelikož sociální témata prosazoval straně navzdory kvůli jejímu spojení s liberály.  V následujících rozhovorech popisoval, že s posunem perspektivy souviselo opuštění liberální bubliny a poznání vesnického prostředí. 
Od začátku března 2021 začal působit jako poradce ministryně práce a sociálních věcí Jany Maláčové (ČSSD) mimo jiné v oblasti politické komunikace. V květnu 2021 dostal od Jana Hamáčka nabídku kandidovat za ČSSD ve volbách do Poslanecké sněmovny PČR v říjnu 2021. Tuto nabídku přijal a za ČSSD kandidoval jako nestraník z 2. místa na kandidátce v Praze. Strana však nedosáhla pětiprocentního limitu ani celostátně, ani v jeho volebním kraji.
V roce 2025 obnovil spolupráci se SOCDEM a její předsedkyní Janou Maláčovou. Působí jako konzultant a neformální poradce, který se podílí na programu strany v zahraniční politice a v oblasti životního prostředí. Žádnou oficiální pozici však nezastává a není ani členem SOCDEM.

## Politické postoje
Stropnický byl odpůrcem stavby amerického protiraketového radaru v Brdech a o svém otci Martinu Stropnickém, který byl stoupencem stavby radaru, prohlásil, že má nekritický postoj ke Spojeným státům. Stropnický v dubnu 2008 uvedl, že si o „Bushově demokratické Americe“ nedělá žádné iluze.
V prezidentských volbách v lednu 2013 v druhém kole podpořil Miloše Zemana, podle vlastního projevu na sjezdu Strany zelených o 3 roky později tak učinil v nouzi.
V roce 2014 podpořil uvalení sankcí na Rusko. Odmítl také výstavbu izraelských osad na okupovaných palestinských územích.
V lednu 2016 kritizoval prezidenta Zemana i ministra vnitra Chovance za jejich odmítavý postoj k uprchlíkům během evropské migrační krize. Podle Stropnického by Praha mohla přijmout až 12 tisíc uprchlíků.
Po zvolení Donalda Trumpa americkým prezidentem 9. listopadu 2016 Stropnický uvedl, že „vítězství Trumpa je zoufalý pokus o návrat nadvlády bílého muže ve světě, který již bílým mužům nepatří".
Ve svém prohlášení z června 2020 k odchodu ze Strany zelených uvedl, že je strana „pevnou součástí liberálního prostředí“, jehož limity on „v mnoha opakujících se situacích poznal“. Jeho vlastní cíle jsou podle jeho slov „nejen odlišné, ale přímo protichůdné“. Začal proto hledat takové spojence, „kteří logiku systému popírají, kteří jej negují, protože se na nich systém živí, z nich roste a tvoří své rozpory včetně ničení planety“. Současný pořádek přitom Stropnický „považuje za natolik nespravedlivý a utlačivý, že ho nedokáže a ani nechce hájit proti hněvu lidí ani v podobě obrany demokracie“. Uvedl dále: „Nechci už stát na straně mocenských, finančních, majetkových a intelektuálních elit ani s odůvodněním, že udělám všechno pro to, aby záchrana planety – před nimi samými – dále nezhoršila životní podmínky ostatních.“
Matěj Stropnický je spolu s Janem Kavanem a Václavem Hořejším členem (a předsedou) organizačního výboru petice Mír a spravedlnost. Pomocí petice usilují mimo jiné o „dosažení urychleného příměří, jehož součástí bude i přerušení dodávek zbraní“, které podle nich ukončí Ruskou agresi na Ukrajině. Stropnický je hlavním autorem textu petice.

## Filmové role
V roce 2007 ztvárnil ve filmu Máj hlavní postavu vůdce loupežnické bandy Viléma, v seriálu Borgia (2011) hrál Dona Gaspara, snoubence Lucrezie Borgie.